# Thymoites villarricaensis
Thymoites villarricaensis är en spindelart som beskrevs av Claude Lévi 1964. Thymoites villarricaensis ingår i släktet Thymoites och familjen klotspindlar.
Artens utbredningsområde är Paraguay. Inga underarter finns listade i Catalogue of Life.